# Jiří Šíma (sinolog)
Jiří Šíma (* 7. ledna 1943 Praha) je český sinolog a mongolista. Je zakladatelem občanského sdružení Klub přátel Asie, Společnosti přátel Mongolska a Malého asijského muzea. V minulosti působil v Mongolsku jako velvyslanec a vedoucí vědecký pracovník Orientálního ústavu ČAV.

## Život
Když dostudoval na střední jazykové škole, absolvoval v letech 1959–1965 obor sinologie a etnografie s folkloristikou na Filozofické fakultě Univerzity Karlovy. Dále byl jako první český student vyslán ke studiu mongolistiky a sinologie na Mongolskou státní univerzitu v Ulánbátaru. V roce 1964 zde obhájil diplomovou práci. V roce 1965 pracoval jako asistent na katedře etnografie a folkloristiky FFUK. O šest let později získal na Karlově univerzitě v Praze titul PhDr. a v roce 1988 obhájil dizertaci v Mongolsku na téma Československo-mongolské vztahy. V Akademii věd Mongolska mu byla udělena vědecká hodnost DrSc..
V letech 1966–1969 pracoval jako překladatel-tlumočník na československém velvyslanectví v Číně. V letech 1990–1992 byl posledním mimořádným a zplnomocněným velvyslancem České a Slovenské federativní republiky v Mongolsku. V letech 1969–1990 a opět v letech 1992–1995 pracoval v Orientálním ústavu ČSAV. Dále externě učil na Filozofické fakultě Univerzity Karlovy na katedrách českého jazyka pro cizince, etnografie a folkloristiky a věd spojených se zeměmi Asie a Afrika a na Mezinárodní čínské škole v Praze. Do roku 1995 zastával post vedoucího oddělení Východní Asie Orientálního ústavu.
Ačkoli byl roku 1968 jedním ze zakladatelů Společnosti československo-mongolského přátelství, v letech „normalizace“ nesměl být jejím členem. Roku 1990 inicioval založení a stal se prvním a dlouholetým předsedou (nyní čestným předsedou) Společnosti přátel Mongolska, pomáhal zakládat i Česko-čínskou a Česko-vietnamskou společnost. Členem předsednictva o.s. Kontinenty a o.s. Česko-vietnamské společnosti, řádný člen České orientalistické společnosti a Česko-čínské společnosti. Po odchodu z Orientálního ústavu založil Klub přátel Asie Pražská jurta, v němž rozvíjí kulturní, vědecké a cestovatelské aktivity, vyučuje češtinu, mongolštinu a čínštinu. Je soudním překladatelem a tlumočníkem mongolštiny a čínštiny.
Dále působí od roku 2005 v obci Ledce na Kladensku, kde založil muzeum, které v chronologickém pořádku představuje historii poznávání Asie a vybraných asijských zemí našimi předky a současníky od Uralu až po Vietnam. Jeho součástí je i regionální Pamětní síň obce Ledce a bývalých lázní Šternberk.
Ve své vědecké práci se soustřeďuje zejména na vzájemné poznávání a kulturu Mongolů a Čechů od dob minulých do současnosti. Dále se zasloužil o distribuci základních jazykových příruček (Česko-mongolský a mongolsko-český slovník, Česko-mongolská konverzace) a knížek mongolštiny. Od roku 1990 je šéfredaktorem časopisu Informační bulletin Společnosti přátel Mongolska, publikoval kolem 500 vědeckých, odborných a popularizačních statí, má rozsáhlou přednáškovou činnost. Překládá moderní a lidovou literaturu z mongolského originálu a mongolské filmy. Je členem pracovní skupiny Orientalia Bohemica v Orientálním ústavu. Zabýval se editorskou prací, inicioval a distribuoval v letech 1977 – 1995 Bibliografickou edici. V roce 1995 byl členem redakční rady Nového Orientu, 1990 založil Informační bulletin Společnosti přátel Mongolska a od 1993 spoluvydává Zpravodaj České orientalistické společnosti.
Absolvoval několik stáží v Mongolsku. Zúčastňoval se světových mongolistických kongresů (kromě prvního). Mongolsko navštívil více než stokrát i jako překladatel delegací a poradce filmů apod. V roce 1996 jako vedoucí Mise dobré vůle. Věnuje se přednáškové a popularizační činnosti. V letech 1998–2000 pracoval v Mongolsku jako ředitel česko-mongolské CK. V roce 1998 jej mongolský prezident vyznamenal Řádem přátelství Najramdal a Řádem Polární hvězdy.

## Dílo